# Danh sách đĩa nhạc của Jennifer Lopez
Nữ nghệ sĩ thu âm người Mỹ Jennifer Lopez đã phát hành 7 album phòng thu, 4 album tổng hợp, 2 đĩa mở rộng, 34 đĩa đơn chính thức và 8 đĩa đơn quảng bá.

## Album

### Album phòng thu
| Tên                                                                           | Chi tiết                                                                                                   | Vị trí xếp hạng cao nhất | Vị trí xếp hạng cao nhất | Vị trí xếp hạng cao nhất | Vị trí xếp hạng cao nhất | Vị trí xếp hạng cao nhất | Vị trí xếp hạng cao nhất | Vị trí xếp hạng cao nhất | Vị trí xếp hạng cao nhất | Vị trí xếp hạng cao nhất | Vị trí xếp hạng cao nhất | Doanh số                                    | Chứng nhận |
| Tên                                                                           | Chi tiết                                                                                                   | Mỹ                       | Úc                       | Canada                   | Pháp                     | Đức                      | Hà Lan                   | New Zealand              | Thụy Điển                | Thụy Sĩ                  | Anh                      | Doanh số                                    | Chứng nhận |
| ----------------------------------------------------------------------------- | --- | ------------------------ | ------------------------ | ------------------------ | ------------------------ | ------------------------ | ------------------------ | ------------------------ | ------------------------ | ------------------------ | ------------------------ | ------------------------------------------- | --- |
| On the 6                                                                      | - Phát hành: 1 tháng 6 năm 1999 - Nhãn đĩa: Columbia, Work - Định dạng: CD, tải kĩ thuật số, băng cassette | 8                        | 11                       | 5                        | 15                       | 3                        | 6                        | 18                       | 20                       | 3                        | 14                       | - Mỹ: 2,808,000[A]                          | - Mỹ: 3× Bạch kim - Úc: Bạch kim - Anh: Vàng - Đức: Vàng - Canada: 5× Bạch kim - Thụy Sĩ: Bạch kim - New Zealand: Vàng - Pháp: 2× Vàng                                        |
| J.Lo                                                                          | - Phát hành: 22 tháng 1 năm 2001 - Hãng đĩa: Epic - Định dạng: CD, tải kĩ thuật số                         | 1                        | 2                        | 1                        | 6                        | 1                        | 4                        | 3                        | 7                        | 1                        | 2                        | - Mỹ: 3,790,000[A]                          | - Mỹ: 4× Bạch kim - Úc: 2× Bạch kim - Anh: Bạch kim - Đức: Bạch kim - Canada: 2× Bạch kim - Thụy Điển: Vàng - Thụy Sĩ: 2× Bạch kim - New Zealand: 2× Bạch kim - Pháp: 2× Vàng |
| This Is Me... Then                                                            | - Phát hành: 25 tháng 11 năm 2002 - Hãng đĩa: Epic - Định dạng: CD, tải kĩ thuật số                        | 2                        | 14                       | 5                        | 4                        | 4                        | 7                        | 19                       | 7                        | 3                        | 13                       | - Mỹ: 2,593,000[A]                          | - Mỹ: 2× Bạch kim - Úc: Bạch kim - Anh: Bạch kim - Đức: Vàng - Canada: 2× Bạch kim - Thụy Điển: Vàng - Thụy Sĩ: Bạch kim - New Zealand: Vàng - Pháp: 2× Vàng                  |
| Rebirth                                                                       | - Phát hành: 28 tháng 2 năm 2005 - Hãng đĩa: Epic - Định dạng: CD, tải kĩ thuật số                         | 2                        | 10                       | 2                        | 7                        | 3                        | 1                        | 22                       | 14                       | 1                        | 8                        | - Mỹ: 740,000[A]                            | - Mỹ: Bạch kim - Úc: Vàng - Anh: Bạc - Canada: Bạch kim - Thụy Sĩ: Vàng - Pháp: Vàng                                                                                          |
| Como Ama una Mujer                                                            | - Phát hành: 23 tháng 3 năm 2007 - Hãng đĩa: Epic - Định dạng: CD, tải kĩ thuật số                         | 10                       | —                        | —                        | 11                       | 4                        | 31                       | —                        | 49                       | 1                        | —                        | - Mỹ: 207,000[A]                            | - Thụy Sĩ: Bạch kim |
| Brave                                                                         | - Phát hành: 4 tháng 10 năm 2007 - Hãng đĩa: Epic - Định dạng: CD, tải kĩ thuật số                         | 12                       | 46                       | 13                       | 28                       | 41                       | 24                       | —                        | 59                       | 6                        | 24                       | - Mỹ: 166,000[A] - Toàn thế giới: 650,000   | |
| Love?                                                                         | - Phát hành: 28 tháng 4 năm 2011 - Hãng đĩa: Island - Định dạng: CD, tải kĩ thuật số                       | 5                        | 9                        | 2                        | 7                        | 4                        | 18                       | 12                       | 14                       | 1                        | 6                        | - Mỹ: 318,000[B] - Toàn thế giới: 1,063,000 | - Đức: Vàng - Canada: Bạch kim - Thụy Sĩ: Vàng |
| "—" Album không có mặt trên bảng xếp hạng hoặc không phát hành ở quốc gia đó. | |                          |                          |                          |                          |                          |                          |                          |                          |                          |                          |                                             | |

### Album tổng hợp
| Tên                                                                           | Chi tiết                                                                           | Vị trí xếp hạng cao nhất | Vị trí xếp hạng cao nhất | Vị trí xếp hạng cao nhất | Vị trí xếp hạng cao nhất | Vị trí xếp hạng cao nhất | Vị trí xếp hạng cao nhất | Vị trí xếp hạng cao nhất | Vị trí xếp hạng cao nhất | Vị trí xếp hạng cao nhất | Doanh số           | Chứng nhận                                                                |
| Tên                                                                           | Chi tiết                                                                           | Mỹ                       | Úc                       | Pháp                     | Đức                      | Hà Lan                   | New Zealand              | Thụy Điển                | Thụy Sĩ                  | Anh                      | Doanh số           | Chứng nhận                                                                |
| ----------------------------------------------------------------------------- | ---------------------------------------------------------------------------------- | ------------------------ | ------------------------ | ------------------------ | ------------------------ | ------------------------ | ------------------------ | ------------------------ | ------------------------ | ------------------------ | ------------------ | ------------------------------------------------------------------------- |
| J to tha L–O! The Remixes                                                     | - Phát hành: 5 tháng 2 năm 2002 - Hãng đĩa: Epic - Định dạng: CD, tải kĩ thuật số  | 1                        | 11                       | 14                       | 5                        | 5                        | 3                        | 14                       | 39                       | 4                        | - Mỹ: 1,496,000[A] | - Mỹ: Bạch kim - Úc: Vàng - Anh: Bạch kim - Canada: Bạch kim - Pháp: Vàng |
| On the 6 / J.Lo                                                               | - Phát hành: 27 tháng 9 năm 2004 - Hãng đĩa: Epic - Định dạng: CD                  | —                        | —                        | —                        | —                        | —                        | —                        | —                        | —                        | —                        |                    |                                                                           |
| Triple Feature                                                                | - Phát hành: 9 tháng 11 năm 2010 - Hãng đĩa: Sony Music - Định dạng: CD            | —                        | —                        | —                        | —                        | —                        | —                        | —                        | —                        | —                        |                    |                                                                           |
| Dance Again... the Hits                                                       | - Phát hành: 10 tháng 7 năm 2012 - Hãng đĩa: Epic - Định dạng: CD, tải kĩ thuật số | —                        | —                        | —                        | —                        | —                        | —                        | —                        | —                        | —                        |                    |                                                                           |
| "—" Album không có mặt trên bảng xếp hạng hoặc không phát hành ở quốc gia đó. |                                                                                    |                          |                          |                          |                          |                          |                          |                          |                          |                          |                    |                                                                           |

### Đĩa mở rộng
| Glow by J.Lo Remixes                                                          | - Phát hành: 2003 - Hãng đĩa: Sony Music - Định dạng: CD                                | —  | —  |  |                              |
| The Reel Me                                                                   | - Phát hành: 18 tháng 11 năm 2003 - Hãng đĩa: Epic - Định dạng: CD/DVD, tải kĩ thuật số | 69 | 84 |  | - Mỹ: 3× Bạch kim - Úc: Vàng |
| "—" Album không có mặt trên bảng xếp hạng hoặc không phát hành ở quốc gia đó. |                                                                                         |    |    |  |                              |

## Đĩa đơn

### Đĩa đơn solo
| Tên                                                                             | Năm  | Vị trí xếp hạng cao nhất | Vị trí xếp hạng cao nhất | Vị trí xếp hạng cao nhất | Vị trí xếp hạng cao nhất | Vị trí xếp hạng cao nhất | Vị trí xếp hạng cao nhất | Vị trí xếp hạng cao nhất | Vị trí xếp hạng cao nhất | Vị trí xếp hạng cao nhất | Vị trí xếp hạng cao nhất | Chứng nhận | Thuộc album               |
| Tên                                                                             | Năm  | Mỹ                       | Úc                       | Canada                   | Pháp                     | Đức                      | Hà Lan                   | New Zealand              | Thụy Điển                | Thụy Sĩ                  | Anh                      | Chứng nhận | Thuộc album               |
| ------------------------------------------------------------------------------- | ---- | ------------------------ | ------------------------ | ------------------------ | ------------------------ | ------------------------ | ------------------------ | ------------------------ | ------------------------ | ------------------------ | ------------------------ | --- | ------------------------- |
| "If You Had My Love"                                                            | 1999 | 1                        | 1                        | 1                        | 4                        | 5                        | 1                        | 1                        | 9                        | 5                        | 4                        | - Mỹ: Bạch kim - Úc: Bạch kim - Đức: Vàng - Thụy Sĩ: Vàng - New Zealand: Vàng - Pháp: Vàng                                                          | On the 6                  |
| "No Me Ames"[C] (song ca với Marc Anthony)                                      | 1999 | —                        | —                        | —                        | —                        | —                        | —                        | —                        | —                        | —                        | —                        | | On the 6                  |
| "Waiting for Tonight"                                                           | 1999 | 8                        | 4                        | 13                       | 10                       | 15                       | 5                        | 5                        | 16                       | 14                       | 5                        | - Úc: Bạch kim - New Zealand: Vàng - Pháp: Bạc | On the 6                  |
| "Feelin' So Good"                                                               | 2000 | 51                       | 20                       | 7                        | —                        | 39                       | 30                       | 11                       | 58                       | 22                       | 15                       | - Úc: Vàng | On the 6                  |
| "Let's Get Loud"                                                                | 2000 | —                        | 9                        | —                        | 40                       | 13                       | 2                        | —                        | 52                       | 10                       | —                        | - Úc: Bạch kim | On the 6                  |
| "Love Don't Cost a Thing"                                                       | 2000 | 3                        | 4                        | 1                        | 5                        | 6                        | 1                        | 1                        | 3                        | 2                        | 1                        | - Úc: Bạch kim - Anh: Bạc - Thụy Sĩ: Vàng | J.Lo                      |
| "Play"                                                                          | 2001 | 18                       | 14                       | 5                        | 20                       | 19                       | 7                        | 7                        | 10                       | 10                       | 3                        | - Úc: Vàng | J.Lo                      |
| "Ain't It Funny"[D]                                                             | 2001 | —                        | 9                        | —                        | 13                       | 13                       | —                        | 31                       | 3                        | 9                        | 3                        | - Úc: Vàng - Thụy Điển: Vàng | J.Lo                      |
| "I'm Real"                                                                      | 2001 | 1                        | 3                        | 6                        | 3                        | 11                       | —                        | 3                        | 8                        | 6                        | 4                        | - Úc: Bạch kim - New Zealand: Vàng - Pháp: Bạc | J.Lo                      |
| "Ain't It Funny (Murder Remix)"[D] (hợp tác với Ja Rule & Caddillac Tah)        | 2002 | 1                        | —                        | 12                       | —                        | —                        | —                        | —                        | —                        | —                        | 4                        | | J to tha L–O! The Remixes |
| "I'm Gonna Be Alright (Track Masters Remix)" (hợp tác với Nas)                  | 2002 | 10                       | 16                       | 29                       | 12                       | 6                        | 9                        | 30                       | 22                       | 4                        | 3                        | - Úc: Vàng | J to tha L–O! The Remixes |
| "Alive"                                                                         | 2002 | —                        | —                        | —                        | —                        | —                        | —                        | —                        | —                        | —                        | —                        | | J to tha L–O! The Remixes |
| "Jenny from the Block" (hợp tác với Styles P & Jadakiss)                        | 2002 | 3                        | 5                        | 1                        | 5                        | 7                        | 3                        | 6                        | 7                        | 4                        | 3                        | - Úc: Bạch kim - Thụy Sĩ: Vàng - New Zealand: Vàng - Pháp: Vàng                                                                                     | This Is Me... Then        |
| "All I Have" (hợp tác với LL Cool J)                                            | 2002 | 1                        | 2                        | 6                        | 29                       | 19                       | 3                        | 1                        | 15                       | 4                        | 2                        | - Úc: Bạch kim - New Zealand: Vàng | This Is Me... Then        |
| "I'm Glad"                                                                      | 2003 | 32                       | 10                       | 8                        | —                        | 44                       | 6                        | 22                       | 51                       | 21                       | 11                       | - Úc: Vàng | This Is Me... Then        |
| "Baby I Love U!"                                                                | 2004 | 72                       | —                        | —                        | —                        | —                        | —                        | —                        | —                        | —                        | 3                        | | This Is Me... Then        |
| "Get Right"                                                                     | 2005 | 12                       | 3                        | 3                        | 2                        | 7                        | 2                        | 2                        | 11                       | 3                        | 1                        | - Mỹ: Vàng - Úc: Bạch kim - New Zealand: Vàng - Pháp: Vàng                                                                                          | Rebirth                   |
| "Hold You Down" (hợp tác với Fat Joe)                                           | 2005 | 64                       | 17                       | —                        | —                        | 44                       | 26                       | 14                       | —                        | 44                       | 6                        | | Rebirth                   |
| "Qué Hiciste"                                                                   | 2007 | 86                       | —                        | —                        | —                        | 10                       | —                        | —                        | —                        | 1                        | —                        | | Como Ama una Mujer        |
| "Me Haces Falta"                                                                | 2007 | —                        | —                        | —                        | —                        | —                        | —                        | —                        | —                        | —                        | —                        | | Como Ama una Mujer        |
| "Do It Well"                                                                    | 2007 | 31                       | 18                       | 23                       | 29                       | 30                       | 17                       | —                        | 54                       | 12                       | 11                       | | Brave                     |
| "Hold It Don't Drop It"[E]                                                      | 2008 | —                        | —                        | —                        | —                        | —                        | —                        | —                        | —                        | —                        | 72                       | | Brave                     |
| "Louboutins"[F]                                                                 | 2009 | —                        | —                        | —                        | —                        | —                        | —                        | —                        | —                        | —                        | —                        | | Không thuộc album nào     |
| "On the Floor" (hợp tác với Pitbull)                                            | 2011 | 3                        | 1                        | 1                        | 1                        | 1                        | 4                        | 2                        | 1                        | 1                        | 1                        | - Mỹ: 3× Bạch kim - Úc: 4× Bạch kim - Đức: 3× Vàng - Canada: 5× Bạch kim - Thụy Điển: 2× Bạch kim - Thụy Sĩ: 2× Bạch kim - New Zealand: 2× Bạch kim | Love?                     |
| "I'm Into You" (hợp tác với Lil Wayne)                                          | 2011 | 41                       | 45                       | 55                       | 38                       | 16                       | 25                       | —                        | 54                       | 22                       | 9                        | - Mỹ: Vàng - Canada: Vàng - Thụy Sĩ: Vàng | Love?                     |
| "Papi"                                                                          | 2011 | 96                       | —                        | 50                       | 28                       | —                        | —                        | —                        | —                        | 37                       | 67                       | - Canada: Vàng | Love?                     |
| "Dance Again" (hợp tác với Pitbull)                                             | 2012 | 17                       | 28                       | 4                        | 15                       | 19                       | 20                       | 12                       | 22                       | 14                       | 11                       | - Mỹ: Vàng - Canada: Bạch kim | Dance Again... the Hits   |
| "Goin' In" (hợp tác với Flo Rida)                                               | 2012 | —                        | —                        | 54                       | —                        | —                        | —                        | —                        | —                        | —                        | —                        | | Step Up Revolution        |
| "—" Đĩa đơn không có mặt trên bảng xếp hạng hoặc không phát hành ở quốc gia đó. |      |                          |                          |                          |                          |                          |                          |                          |                          |                          |                          | |                           |

### Đĩa đơn hợp tác
| "El Ultimo Adios (The Last Goodbye)"[H] (với nhiều ca sĩ)                        | 2001 | —   | —  | —  | —   | —  | —  | — | —  | — | Đĩa đơn từ thiện |
| "What's Going On" (với Artists Against AIDS Worldwide)                           | 2001 | 27  | —  | —  | —   | —  | —  | — | —  | — | Đĩa đơn từ thiện |
| "Control Myself" (LL Cool J hợp tác với Jennifer Lopez)                          | 2006 | 4   | 17 | 4  | —   | 25 | 13 | 7 | —  | 2 | Todd Smith       |
| "This Boy's Fire" (Santana hợp tác với Jennifer Lopez & Baby Bash)               | 2008 | —   | —  | —  | —   | —  | —  | — | —  | — | Ultimate Santana |
| "T.H.E. (The Hardest Ever)" (will.i.am hợp tác với Mick Jagger & Jennifer Lopez) | 2011 | 36  | 57 | 10 | —   | —  | —  | — | 41 | 3 | #willpower       |
| "Follow the Leader" (Wisin & Yandel hợp tác với Jennifer Lopez)                  | 2012 | 110 | —  | —  | 177 | —  | —  | — | —  | — | Líderes          |
| "—" Đĩa đơn không có mặt trên bảng xếp hạng hoặc không phát hành ở quốc gia đó.  |      |     |    |    |     |    |    |   |    |   |                  |

## Đĩa đơn quảng bá
| Tên                                           | Năm  | Thuộc album           |
| --------------------------------------------- | ---- | --------------------- |
| "Open Off My Love"                            | 1999 | On the 6              |
| "El Deseo De Tu Amor"                         | 2000 | On the 6              |
| "Si Ya Se Acabó"                              | 2001 | J.Lo                  |
| "Cariño"                                      | 2001 | J.Lo                  |
| "Brave"                                       | 2008 | Brave                 |
| "Fresh Out the Oven"[G] (hợp tác với Pitbull) | 2009 | Không thuộc album nào |
| "Good Hit"                                    | 2011 | Love?                 |
| "(What Is) Love?"                             | 2011 | Love?                 |